# Dimity Stoyle
Dimity Stoyle est une surfeuse professionnelle australienne née le 26 septembre 1991 à Sunshine Coast, dans le Queensland, en Australie.

## Biographie
Dimity Stoyle participe pour la première fois au circuit Championship Tour en 2014 à l'âge de 22 ans, après avoir terminé 2e du circuit Qualifying Series en 2013. Elle se classe 11e et ne parvient pas à se maintenir dans l'élite. Pour la saison 2015, la WSL lui attribue la seule wild card féminine pour le CT.

## Palmarès et résultats

### Saison par saison
- 2009 :
  - 2e du Maitland Toyota Open à Newcastle (Australie)[3]
- 2013 :
  - 1re du Hunter Ports Womens Classic à Newcastle (Australie)[4]
  - 2e du Pantin Classic Galicia Pro à La Corogne (Espagne)[5]
- 2014 :
  - 3e du Fiji Women's Pro à Tavarua (Fidji)[6]
  - 3e du Los Cabos Open of Surf à San José del Cabo (Mexique)[7]
- 2015 :
  - 1re du Scoot Burleigh Pro Women à Burleigh Heads (Australie)[8]
  - 3e du Swatch Women's Pro à Trestles (États-Unis)[9]

### Classements
| Année             | 2011 | 2012 | 2013 | 2014 |
| ----------------- | ---- | ---- | ---- | ---- |
| Championship Tour |      |      |      | 11e  |
| Qualifying Series | 10e  | 26e  | 2e   | 10e  |